# 経ヶ岳 (福井県)
経ヶ岳（きょうがたけ）は、福井県勝山市と大野市の境にある標高1,625 mの山。白山国立公園の特別地域・恐竜渓谷ふくい勝山ジオパーク・奥越高原県立自然公園内にある。
日本三百名山に選定されている。

## 山名の由来
山名の由来は1574年（天正2年）白山信仰の拠点である平泉寺の住職が一向一揆の兵に焼き討ちされた際に、山頂に焼けた経巻の灰を埋めたことによると伝えられている。別の説では平泉寺の隆盛を祈念して経文を埋めたことに由来すると伝えられている。古くから霊地と位置づけられており、1997年には山頂から大永2年銘をもつ経筒が発見され、銘文から甲斐国出身の六十六部聖が奉納したものであると考えられている。

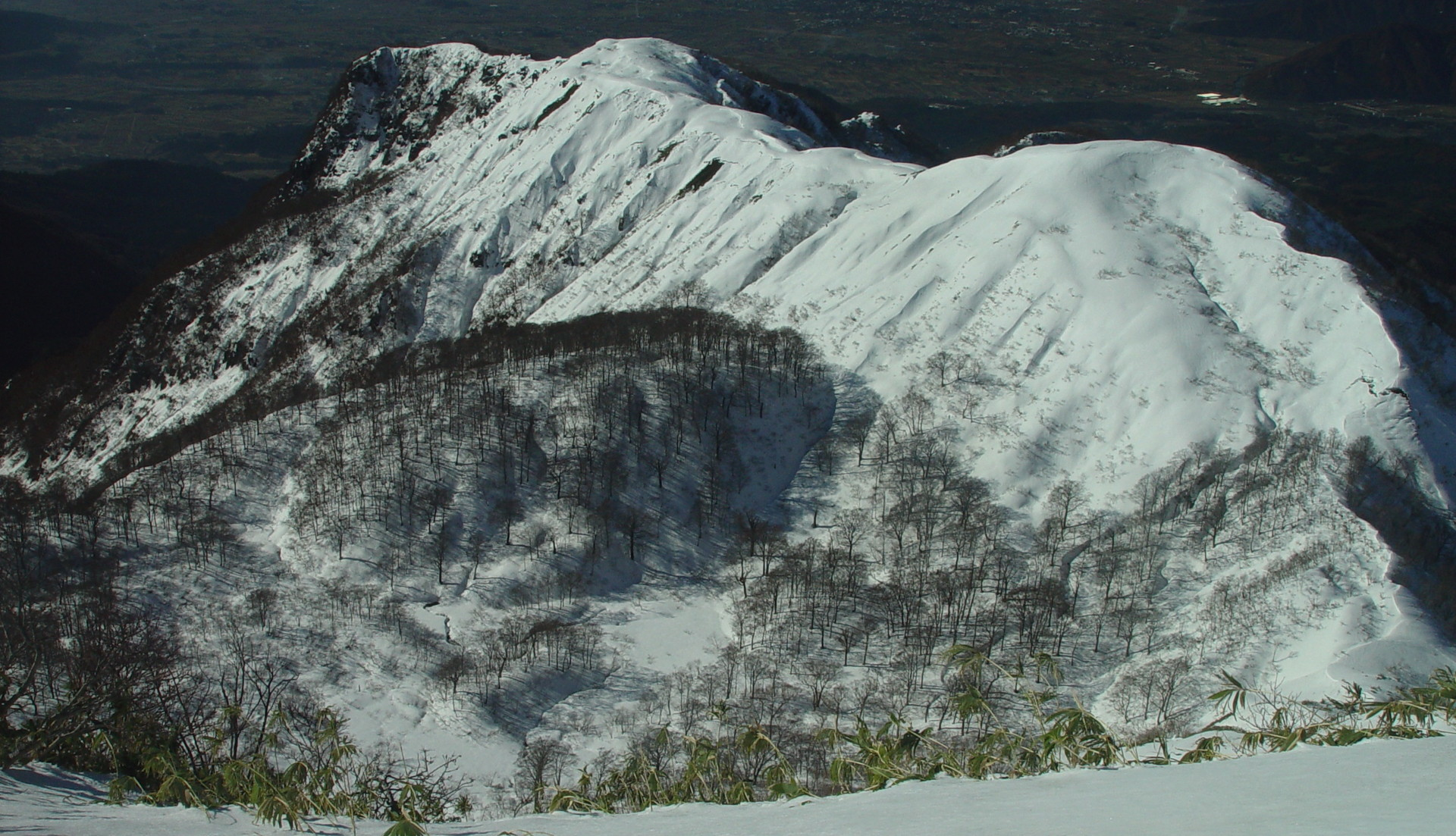
池ノ大沢の火口原

## 火山地形
経ヶ岳が火山活動をしていたのは、今から約140万〜70万年前で、そのとき流出した溶岩により山麓に六呂師高原が生まれた。今も山頂直下に噴火の名残の火口跡が見られ、「池ノ大沢」と呼ばれる平らな湿地帯で春には水芭蕉が咲く。九頭竜川支流の唐谷の源流の南斜面には火口壁があり、南西の大野市の麓からもその火口壁を見ることができる。保月尾根の登山道上の一部には溶岩が露出していて、「牛岩」と呼ばれる溶岩の尖ったピークがありその南側を巻く登山道がある。

## 登山コース
各方面からの登山道がある。登山口は、六呂師高原と広域基幹林道法恩寺線の唐谷にある。ほかに法恩寺山と赤兎山からの縦走路がある。周辺は豪雪地帯であり、春の残雪期には山スキーや春山として登られている。春には雪解け後の登山道で、カタクリやキクザキイチゲなどの花が見られ、初夏にはニッコウキスゲなどの花が見られる。山頂付近から白山、赤兎山、大長山、法恩寺山、荒島岳などを展望することができる。また大野市街地と勝山市街地や日本海を見渡すことができる。

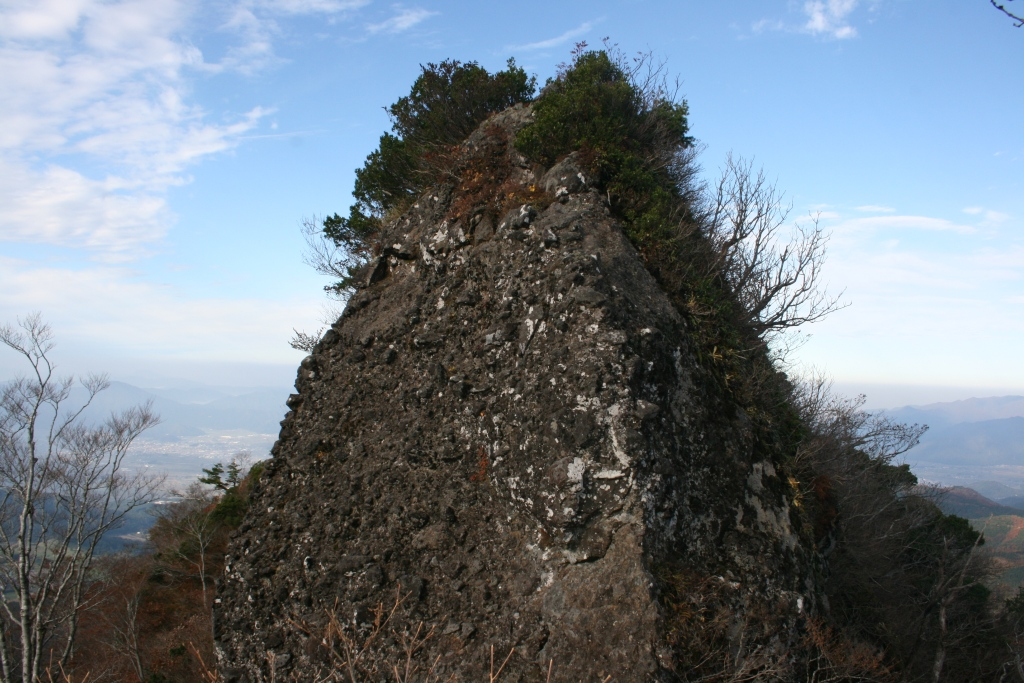
保月尾根の溶岩

### 保月山コース
奥越高原青少年自然の家に登山口があり、三角山（799 m）、保月山、杓子岳、中岳、切窓（中岳と経ヶ岳との鞍部）を経て山頂に至る保月尾根のコース。下部はブナなどの落葉樹林が多く、杓子岳付近から上部はクマザサが生い茂っていて、ヤブ刈りやロープ設置などの登山道整備が行われている。三角山の上で広域基幹林道法恩寺線を横切り、その付近にも駐車場と登山口がある。

### 唐谷コース
広域基幹林道法恩寺線の唐谷川に登山口があり、唐谷川に沿った急坂の先には平らな池ノ大沢の湿原がある。切窓で保月山コースに合流する。

### 法恩寺山からのコース
平泉寺白山神社から三頭山（778 m）、中ノ平避難小屋、法恩寺山、北岳を経て山頂に至る尾根のコース。残雪期にスキージャム勝山のリフトを利用して法恩寺山から山スキーや春山登山で利用される場合がある。

### 赤兎山からのコース
北東の赤兎山から大舟山と北岳を経て山頂に至るコース。ヤブ刈りの整備状況により難路となる場合ある。

### 登山道で見られる植物
春の雪解け後にスプリング・エフェメラルと呼ばれるカタクリ、キクザキイチゲ、ニリンソウ、ミツバオウレン、サンカヨウなどの花が、登山道周辺のブナ林床やクマザサの脇で見られる。保月尾根周辺は、火山性の巨岩が連なり、ムラサキヤシオツツジ、コヨウラクツツジ、ハクサンシャクナゲ等が目立つ。杓子岳を超えるとチシマザサの草原の中に、ニッコウキスゲ、ツバメオモト、コバイケイソウ等が咲く。山頂近くの急な斜面では、ダケカンバやヤハズハンノキの疎林の所々
に、コキンレイカやタテヤマウツボグサ等が咲いているが、お花畑は見られない。また、基幹林道の周辺には、ウダイカンバやミヤマカワラハンノキが散見される。

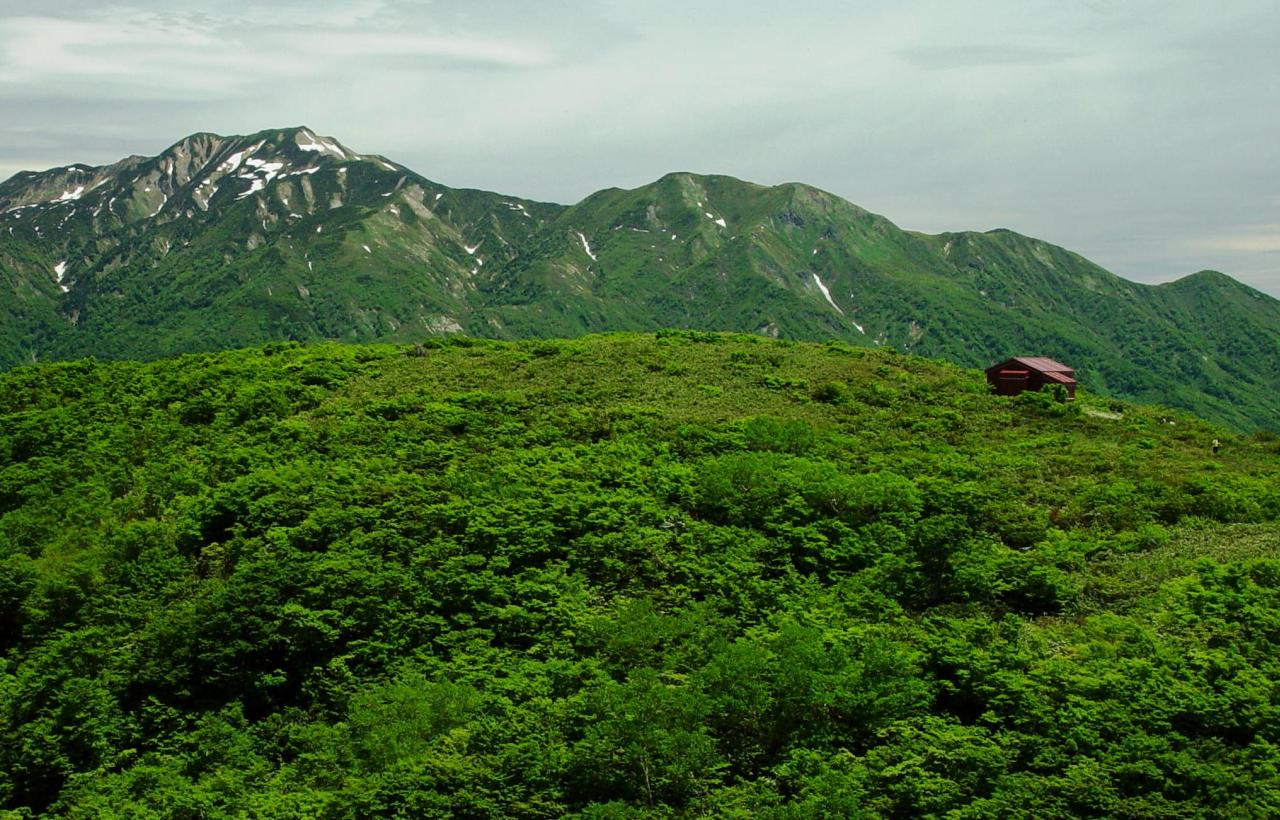
赤兎山の東にある赤兎避難小屋

|            |          |          |                |
| イワウチワ | イワナシ | カタクリ | キクザキイチゲ |

### 周辺の山小屋
周辺の登山道には、無人の避難小屋あり、キャンプ指定地はない。
| 名称           | 所在地             | 標高 (m) | 経ヶ岳からの 方角と距離 (km) | 収容 人数 | キャンプ 指定地 | 備考     |
| -------------- | ------------------ | -------- | ---------------------------- | --------- | --------------- | -------- |
| 赤兎山避難小屋 | 赤兎山東直下       | 1,570    | 東北東 4.9                   | 10        | なし            | 水場なし |
| 中の平休憩所   | 新越乗越の北東近傍 | 970      | 西北西 4.1                   | 20        | なし            |          |

## 地理

### 周辺の主な山

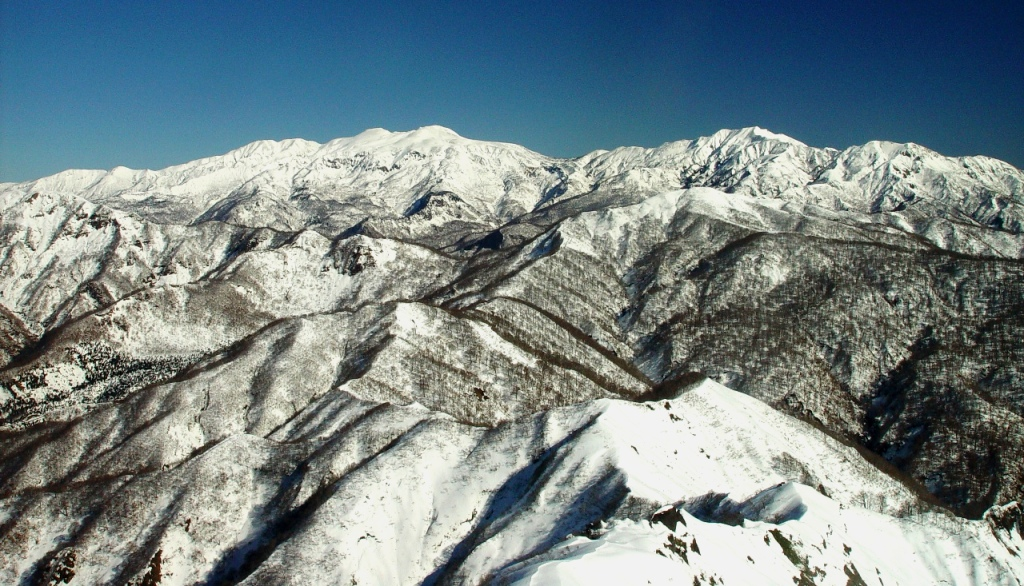
北岳（経ヶ岳の北峰）から望む白山と別山
北側の赤兎山へと尾根が延び、両白山地の主稜線の三ノ峰を経て白山へと続く

白山山地の三ノ峰から赤兎山を経て延びる枝尾根の西南西端にある山である。北岳と呼ばれる北峰と本峰である南峰との双耳峰である。
| 山容 | 名称     | 標高(m)  | 三角点等級 基準点名 | 経ヶ岳からの 方角と距離 (km) | 備考                        |
| ---- | -------- | -------- | ------------------- | ---------------------------- | --------------------------- |
|      | 白山     | 2,702.17 | 一等 「白山」       | 北東 18.1                    | 日本百名山                  |
|      | 取立山   | 1,307.22 | 三等 「取立」       | 北 6.8                       | 取立平 水芭蕉群生地         |
|      | 大長山   | 1,671.42 | 二等 「大長山」     | 北北東 5.5                   |                             |
|      | 赤兎山   | 1,628.66 | 三等 「赤鬼山」     | 北東 4.3                     | 赤兎避難小屋                |
|      | 法恩寺山 | 1,356.66 | 三等 「法恩寺山」   | 北西 2.9                     | 越前禅定道                  |
|      | 北岳     | 1,609    |                     | 北北東 0.6                   | 北峰（双耳峰）              |
|      | 経ヶ岳   | 1,625.20 | 二等 「経ケ岳」     | 0                            | 南峰（双耳峰） 日本三百名山 |
|      | 中岳     | 1,467    |                     | 西南西 0.9                   | 笹原                        |
|      | 杓子岳   | 1,440    |                     | 南西 1.4                     |                             |
|      | 保月山   | 1,272.77 | 三等 「笹谷」       | 西南西 2.1                   | 保月尾根                    |
|      | 荒島岳   | 1,523.49 | 一等 「荒島山」     | 南 12.6                      | 日本百名山                  |

### 源流の河川
九頭竜川水系の源流の山で、日本海へ流れる。
- 滝波川
- 女神川
- 唐谷川
- 湯の谷川（旅塚川の支流）
- 嵐谷、亥向谷（打波川の支流）

### 周辺の施設等
- 中ノ平避難小屋 - 法恩寺山の登山等と広域基幹林道法恩寺線の交差点付近にある避難小屋（収容20人・無人）[8]
- 広域基幹林道法恩寺線 - 東側の山腹を通る林道
- 平泉寺白山神社 - 泰澄により開かれたとされている白山の越前禅定道の起点。
- スキージャム勝山 - 北西の法恩寺山の東麓にあるスキー場。
- 六呂師高原 - 六呂師スキー場、奥越高原牧場、奥越高原青少年の家、六呂師ハイランドホテル、トロン温浴施設うらら館などがある[16]。

### 交通・アクセス
- 最寄りの駅は、西日本旅客鉄道越美北線の越前大野駅など。
- 最寄りのインターチェンジは、北陸自動車道福井インターチェンジ及び油坂峠道路の旧油坂峠料金所で、国道158号が利用できる。

## 経ヶ岳の風景と展望

### 経ヶ岳の風景
|                               |                             |                           |                             |
| 春の北東斜面 野伏ヶ岳から望む | 夏の北東斜面 赤兎山から望む | 秋の南西斜面 中岳から望む | 冠雪後の北斜面 北岳から望む |

### 経ヶ岳のからの展望
経ヶ岳の北側のピークの北岳は、白山などの絶好の展望地である。
|                                               |                                             |                          |
| 白山と別山、手前は大長山と赤兎山 北岳から望む | 法恩寺山の紅葉と勝山盆地方面 経ヶ岳から望む | 頂上の標杭１６２５．２ｍ |